# Tony Sanneh
Anthony Sanneh, más conocido como Tony Sanneh (Saint Paul, Minnesota, 1 de junio de 1971), es un exfutbolista estadounidense. Jugaba como defensor o mediocampista y su último club fue el Los Angeles Galaxy de la Major League Soccer. A nivel internacional, Sanneh representó a los Estados Unidos en la Copa Mundial de Fútbol de 2002, la mejor presentación de los norteamericanos en los últimos años.

## Clubes

### Amateur
| Club                               | País           | Año       |
| ---------------------------------- | -------------- | --------- |
| Universidad de Wisconsin-Milwaukee | Estados Unidos | 1990-1993 |

### Profesionales
| Club               | País           | Año       |
| ------------------ | -------------- | --------- |
| Milwaukee Rampage  | Estados Unidos | 1994      |
| Minnesota Thunder  | Estados Unidos | 1995-1996 |
| DC United          | Estados Unidos | 1996-1998 |
| Hertha Berlín      | Alemania       | 1998-2001 |
| 1. FC Nürnberg     | Alemania       | 2001-2004 |
| Columbus Crew      | Estados Unidos | 2004      |
| Chicago Fire       | Estados Unidos | 2005-2006 |
| Minnesota Thunder  | Estados Unidos | 2007      |
| Colorado Rapids    | Estados Unidos | 2007      |
| Los Angeles Galaxy | Estados Unidos | 2007      |

## Selección nacional

### Participaciones en Copas del Mundo
| Mundial                        | Sede                 | Resultado        |
| ------------------------------ | -------------------- | ---------------- |
| Copa Mundial de Fútbol de 2002 | Corea del Sur/ Japón | Cuartos de final |

## Palmarés

### Copas internacionales
| Título                     | Equipo                      | País           | Año  |
| -------------------------- | --------------------------- | -------------- | ---- |
| Copa de Oro de la Concacaf | Selección de Estados Unidos | Estados Unidos | 2005 |